# Pierwsznia
W matematyce, pierwsznia jest, stosowaną głównie w teorii liczb, funkcją {\displaystyle \mathbb {N} \to \mathbb {N} }. Wartość pierwszni dla liczby naturalnej {\displaystyle n} jest oznaczana {\displaystyle n\#}.
Nazwa „pierwsznia” (ang. primorial), ukuta przez Harveya Dubnera, nawiązuje do liczb pierwszych w podobny sposób, w jaki funkcja silnia (ang. factorial) odnosi się do iloczynu liczb naturalnych, które można rozkładać na czynniki pierwsze, dokonując faktoryzacji, otrzymując w efekcie ich zapis, w postaci iloczynu konkretnych liczb pierwszych, tworzących daną liczbę złożoną.

## Definicja
Dokładniej, pierwsznia liczby naturalnej {\displaystyle n\geqslant 2}
jest równa 
{\displaystyle n\#=\prod _{i=1}^{\pi (n)}p_{i}=p_{\pi (n)}\#,}
gdzie {\displaystyle \pi (n)} to funkcja licząca liczby pierwsze, a {\displaystyle p_{i}} to {\displaystyle i}-ta liczba pierwsza. Innymi słowy, pierwsznia liczby {\displaystyle n\geqslant 2} jest równa iloczynowi wszystkich liczb pierwszych nie większych niż {\displaystyle n}. Dodatkowo, przyjmuje się, że {\displaystyle 0\#=1\#=1}. Podobnie jak 0! = 1 — na mocy definicji. 